# Mariana Pajón
Mariana Pajón Londoño (Sinh ngày 10 tháng 10 năm 1991) là một vận động viên xe đạp người Colombia, đã đạt thành tích hai huy chương vàng Thế vận hội mùa hè 2016 và Giải vô địch thế giới UCI BMX.
Cô đã giành danh hiệu quốc gia đầu tiên của mình khi tuổi 5 và danh hiệu thế giới đầu tiên của cô lúc 9 tuổi. Nhìn chung, cô là người chiến thắng của 14 giải vô địch thế giới, 2 giải vô địch quốc gia tại Hoa Kỳ, 9 giải vô địch Mỹ Latin và 10 giải vô địch Liên Mỹ. Cô cũng giành được huy chương vàng tại Thế vận hội mùa hè 2012 tại  London, vào 10 tháng 8 năm 2012, cũng như tại Thế vận hội 2016 tại Rio. Cô là người Colombia đầu tiên giành hai huy chương vàng Olympic. Thành tựu của Pajón trong BMX đã mang lại cho cô biệt danh "Nữ hoàng BMX".
Cô được chọn làm người mang cờ cho Colombia tại Lễ khai mạc Thế vận hội mùa hè 2012.

## Vô địch BMX Olympic

### London 2012
Sau khi trở thành người cầm cờ cho Colombia trong Lễ khai mạc Thế vận hội mùa hè 2012, Pajón tham gia đầu tiên nội dung thi đấu thuộc BMX đã mang về huy chương lịch sử tham gia của Colombia tại Thế vận hội.
Sau khi đạt được vị trí số 1 trong cả ba chặng đua trong nội dung thi đấu thuộc đại hội, Pajón thắng với thời gian 37,706 giây trong trận chung kết.

### Rio 2016
[[Tập tin:Rio 2016. Ciclismo BMX-BMX Cycling (29016608602).jpg|500px|thumb|trái|Mariana Pajón giành huy chương vàng tại Olympic vào Thế vận hội mùa hè 2016. Thế vận hội Olympic Pajón bảo vệ chức vô địch và giành huy chương vàng Olympic thứ hai và thứ năm cho Colombia. Với chiến thắng này, Pajón trở thành vận động viên Colombia đầu tiên giành hai huy chương vàng.